# Rajd Kormoran 2001
Rajd Kormoran 2001 – 27. edycja Rajdu Kormoran. Był to rajd samochodowy rozgrywany od 29 do 30 czerwca 2001 roku. Była to piąta runda Rajdowych Samochodowych Mistrzostw Polski w roku 2001. Rajd składał się z dwunastu odcinków specjalnych. 

## Wyniki końcowe rajdu[1]
| Miejsce | Kierowca            | Pilot             | Samochód                 | Czas      | Strata   | Grupa Klasa |
| ------- | ------------------- | ----------------- | ------------------------ | --------- | -------- | ----------- |
| 1       | Krzysztof Hołowczyc | Maciej Wisławski  | Peugeot 206 WRC          | 1:39:10.8 | -        | A8          |
| 2       | Janusz Kulig        | Jarosław Baran    | Ford Focus WRC RS '00    | 1:39:41.2 | +30.4    | A8          |
| 3       | Leszek Kuzaj        | Andrzej Górski    | Toyota Corolla WRC       | 1:40:02.2 | +51.4    | A8          |
| 4       | Marcin Turski       | Dariusz Burkat    | Mitsubishi Lancer Evo VI | 1:45:45.0 | +6:34.2  | N4          |
| 5       | Paweł Dytko         | Tomasz Dytko      | Mitsubishi Lancer Evo VI | 1:46:13.6 | +7:02.8  | N4          |
| 6       | Michał Bębenek      | Grzegorz Bębenek  | Mitsubishi Lancer Evo VI | 1:47:11.5 | +8:00.7  | N4          |
| 7       | Paweł Przybylski    | Krzysztof Gęborys | Hyundai Accent WRC       | 1:47:16.0 | +8:05.2  | A8          |
| 8       | Sebastian Frycz     | Maciej Wodniak    | Mitsubishi Lancer Evo V  | 1:48:10.7 | +8:59.9  | N4          |
| 9       | Michał Uliarczyk    | Maciej Baran      | Mitsubishi Lancer Evo VI | 1:50:12.8 | +11:02.0 | N4          |
| 10      | Zbigniew Gabryś     | Robert Hundla     | Mitsubishi Lancer Evo V  | 1:50:25.2 | +11:14.4 | N4          |